# Llista d'asteroides/401–500
| Nom                 | Data de descobriment    | Lloc de descobriment                         | Descobridor(s)             |
| ------------------- | ----------------------- | -------------------------------------------- | -------------------------- |
| (401) Ottilia       | 16 de març, 1895        | Heidelberg, Alemanya                         | M. F. Wolf                 |
| (402) Chloë         | 21 de març, 1895        | Niça, França                                 | A. Charlois                |
| (403) Cyane         | 18 de maig, 1895        | Niça, França                                 | A. Charlois                |
| (404) Arsinoë       | 20 de juny, 1895        | Niça, França                                 | A. Charlois                |
| (405) Thia          | 23 de juliol, 1895      | Niça, França                                 | A. Charlois                |
| (406) Erna          | 22 d'agost, 1895        | Niça, França                                 | A. Charlois                |
| (407) Aracne        | 13 d'octubre, 1895      | Heidelberg, Alemanya                         | M. F. Wolf                 |
| (408) Fama          | 13 d'octubre, 1895      | Heidelberg, Alemanya                         | M. F. Wolf                 |
| (409) Aspasia       | 9 de desembre, 1895     | Niça, França                                 | A. Charlois                |
| (410) Chloris       | 7 de gener, 1896        | Niça, França                                 | A. Charlois                |
| (411) Xanthe        | 7 de gener, 1896        | Niça, França                                 | A. Charlois                |
| (412) Elisabetha    | 7 de gener, 1896        | Heidelberg, Alemanya                         | M. F. Wolf                 |
| (413) Edburga       | 7 de gener, 1896        | Heidelberg, Alemanya                         | M. F. Wolf                 |
| (414) Liriope       | 16 de gener, 1896       | Niça, França                                 | A. Charlois                |
| (415) Palatia       | 7 de febrer, 1896       | Heidelberg, Alemanya                         | M. F. Wolf                 |
| (416) Vaticana      | (4 de maig, 1896        | Niça, França                                 | A. Charlois                |
| (417) Suevia        | 6 de maig, 1896         | Heidelberg, Alemanya                         | M. F. Wolf                 |
| (418) Alemannia     | 7 de setembre, 1896     | Heidelberg, Alemanya                         | M. F. Wolf                 |
| (419) Aurelia       | 7 de setembre, 1896     | Heidelberg, Alemanya                         | M. F. Wolf                 |
| (420) Bertholda     | 7 de setembre, 1896     | Heidelberg, Alemanya                         | M. F. Wolf                 |
| (421) Zähringia     | 7 de setembre, 1896     | Heidelberg, Alemanya                         | M. F. Wolf                 |
| (422) Berolina      | 8 d'octubre, 1896       | Berlín, Alemanya                             | G. Witt                    |
| (423) Diotima       | 7 de desembre, 1896     | Niça, França                                 | A. Charlois                |
| (424) Gratia        | 31 de desembre, 1896    | Niça, França                                 | A. Charlois                |
| (425) Cornelia      | 28 de desembre, 1896    | Niça, França                                 | A. Charlois                |
| (426) Hippo         | 25 d'agost, 1897        | Niça, França                                 | A. Charlois                |
| (427) Galene        | 27 d'agost, 1897        | Niça, França                                 | A. Charlois                |
| (428) Monachia      | 18 de novembre, 1897    | Múnic, Alemanya                              | W. Villiger                |
| (429) Lotis         | 23 de novembre, 1897    | Niça, França                                 | A. Charlois                |
| (430) Hybris        | 18 de desembre, 1897    | Niça, França                                 | A. Charlois                |
| (431) Nephele       | 18 de desembre, 1897    | Niça, França                                 | A. Charlois                |
| (432) Pythia        | 18 de desembre, 1897    | Niça, França                                 | A. Charlois                |
| (433) Eros          | 13 d'agost, 1898        | Berlín, Alemanya                             | G. Witt                    |
| (434) Hungaria      | 11 de setembre, 1898    | Heidelberg, Alemanya                         | M. F. Wolf                 |
| (435) Ella          | 11 de setembre, 1898    | Heidelberg, Alemanya                         | M. F. Wolf, A. Schwassmann |
| (436) Patricia      | 13 de setembre, 1898    | Heidelberg, Alemanya                         | M. F. Wolf, A. Schwassmann |
| (437) Rhodia        | 16 de juliol, 1898      | Niça, França                                 | A. Charlois                |
| (438) Zeuxo         | 8 de novembre, 1898     | Niça, França                                 | A. Charlois                |
| (439) Ohio          | 31 d'octubre, 1898      | Mont Hamilton, Califòrnia (Observatori Lick) | E. F. Coddington           |
| (440) Theodora      | 13 d'octubre, 1898      | Mont Hamilton, Califòrnia (Observatori Lick) | E. F. Coddington           |
| (441) Bathilde      | 8 de desembre, 1898     | Niça, França                                 | A. Charlois                |
| (442) Eichsfeldia   | 15 de febrer, 1899      | Heidelberg, Alemanya                         | M. F. Wolf, A. Schwassmann |
| (443) Photographica | 17 de febrer, 1899      | Heidelberg, Alemanya                         | M. F. Wolf, A. Schwassmann |
| (444) Gyptis        | 31 de març, 1899        | Marsella, França                             | J. Coggia                  |
| (445) Edna          | 2 d'octubre, 1899       | Mont Hamilton, Califòrnia (Observatori Lick) | E. F. Coddington           |
| (446) Aeternitas    | 27 d'octubre, 1899      | Heidelberg, Alemanya                         | M. F. Wolf, A. Schwassmann |
| (447) Valentine     | 27 d'octubre, 1899      | Heidelberg, Alemanya                         | M. F. Wolf, A. Schwassmann |
| (448) Natalie       | 27 d'octubre, 1899      | Heidelberg, Alemanya                         | M. F. Wolf, A. Schwassmann |
| (449) Hamburga      | 31 d'octubre, 1899      | Heidelberg, Alemanya                         | M. F. Wolf, A. Schwassmann |
| (450) Brigitta      | 10 d'octubre, 1899      | Heidelberg, Alemanya                         | M. F. Wolf, A. Schwassmann |
| (451) Patientia     | (4 de desembre, 1899    | Niça, França                                 | A. Charlois                |
| (452) Hamiltonia    | 6 de desembre, 1899     | Mont Hamilton, Califòrnia (Observatori Lick) | J. E. Keeler               |
| (453) Tea           | 22 de febrer del 1900   | Niça, França                                 | A. Charlois                |
| (454) Mathesis      | 28 de març del 1900     | Heidelberg, Alemanya                         | A. Schwassmann             |
| (455) Bruchsalia    | 22 de maig del 1900     | Heidelberg, Alemanya                         | M. F. Wolf, A. Schwassmann |
| (456) Abnoba        | 4 de juny del 1900      | Heidelberg, Alemanya                         | M. F. Wolf, A. Schwassmann |
| (457) Alleghenia    | 15 de setembre del 1900 | Heidelberg, Alemanya                         | M. F. Wolf, A. Schwassmann |
| (458) Hercynia      | 21 de setembre del 1900 | Heidelberg, Alemanya                         | M. F. Wolf, A. Schwassmann |
| (459) Signe         | 22 d'octubre del 1900   | Heidelberg, Alemanya                         | M. F. Wolf                 |
| (460) Scania        | 22 d'octubre del 1900   | Heidelberg, Alemanya                         | M. F. Wolf                 |
| (461) Saskia        | 22 d'octubre del 1900   | Heidelberg, Alemanya                         | M. F. Wolf                 |
| (462) Eriphyla      | 22 d'octubre del 1900   | Heidelberg, Alemanya                         | M. F. Wolf                 |
| (463) Lola          | 31 d'octubre del 1900   | Heidelberg, Alemanya                         | M. F. Wolf                 |
| (464) Megaira       | 9 de gener del 1901     | Heidelberg, Alemanya                         | M. F. Wolf                 |
| (465) Alekto        | 13 de gener del 1901    | Heidelberg, Alemanya                         | M. F. Wolf                 |
| (466) Tisiphone     | 17 de gener del 1901    | Heidelberg, Alemanya                         | M. F. Wolf, L. Carnera     |
| (467) Laura         | 9 de gener del 1901     | Heidelberg, Alemanya                         | M. F. Wolf                 |
| (468) Lina          | 18 de gener del 1901    | Heidelberg, Alemanya                         | M. F. Wolf                 |
| (469) Argentina     | 20 de febrer del 1901   | Heidelberg, Alemanya                         | L. Carnera                 |
| (470) Kilia         | 21 d'abril del 1901     | Heidelberg, Alemanya                         | L. Carnera                 |
| (471) Papagena      | 7 de juny del 1901      | Heidelberg, Alemanya                         | M. F. Wolf                 |
| (472) Roma          | 11 de juliol del 1901   | Heidelberg, Alemanya                         | L. Carnera                 |
| (473) Nolli         | 13 de febrer del 1901   | Heidelberg, Alemanya                         | M. F. Wolf                 |
| (474) Prudentia     | 13 de febrer del 1901   | Heidelberg, Alemanya                         | M. F. Wolf                 |
| (475) Ocllo         | 14 d'agost del 1901     | Arequipa, Perú                               | D. Stewart                 |
| (476) Hedwig        | 17 d'agost del 1901     | Heidelberg, Alemanya                         | L. Carnera                 |
| (477) Italia        | 23 d'agost del 1901     | Heidelberg, Alemanya                         | L. Carnera                 |
| (478) Tergeste      | 21 de setembre del 1901 | Heidelberg, Alemanya                         | L. Carnera                 |
| (479) Caprera       | 12 de novembre del 1901 | Heidelberg, Alemanya                         | L. Carnera                 |
| (480) Hansa         | 21 de maig del 1901     | Heidelberg, Alemanya                         | M. F. Wolf, L. Carnera     |
| (481) Emita         | 12 de febrer del 1902   | Heidelberg, Alemanya                         | L. Carnera                 |
| (482) Petrina       | 3 de març del 1902      | Heidelberg, Alemanya                         | M. F. Wolf                 |
| (483) Seppina       | 4 de març del 1902      | Heidelberg, Alemanya                         | M. F. Wolf                 |
| (484) Pittsburghia  | 29 d'abril del 1902     | Heidelberg, Alemanya                         | M. F. Wolf                 |
| (485) Genua         | 7 de maig del 1902      | Heidelberg, Alemanya                         | L. Carnera                 |
| (486) Cremona       | 11 de maig del 1902     | Heidelberg, Alemanya                         | L. Carnera                 |
| (487) Venetia       | 9 de juliol del 1902    | Heidelberg, Alemanya                         | L. Carnera                 |
| (488) Kreusa        | 26 de juny del 1902     | Heidelberg, Alemanya                         | M. F. Wolf, L. Carnera     |
| (489) Comacina      | 2 de setembre del 1902  | Heidelberg, Alemanya                         | L. Carnera                 |
| (490) Veritas       | 3 de setembre del 1902  | Heidelberg, Alemanya                         | M. F. Wolf                 |
| (491) Carina        | 3 de setembre del 1902  | Heidelberg, Alemanya                         | M. F. Wolf                 |
| (492) Gismonda      | 3 de setembre del 1902  | Heidelberg, Alemanya                         | M. F. Wolf                 |
| (493) Griseldis     | 7 de setembre del 1902  | Heidelberg, Alemanya                         | M. F. Wolf                 |
| (494) Virtus        | 7 d'octubre del 1902    | Heidelberg, Alemanya                         | M. F. Wolf                 |
| (495) Eulalia       | 25 d'octubre del 1902   | Heidelberg, Alemanya                         | M. F. Wolf                 |
| (496) Gryphia       | 25 d'octubre del 1902   | Heidelberg, Alemanya                         | M. F. Wolf                 |
| (497) Iva           | 4 de novembre del 1902  | Heidelberg, Alemanya                         | R. S. Dugan                |
| (498) Tokio         | 2 de desembre del 1902  | Niça, França                                 | A. Charlois                |
| (499) Venusia       | 24 de desembre del 1902 | Heidelberg, Alemanya                         | M. F. Wolf                 |
| (500) Selinur       | 16 de gener del 1903    | Heidelberg, Alemanya                         | M. F. Wolf                 |